# Душан Ремих
Душан Ремих (Кочевје, 14. фебруар 1922 — Стара Глажута, 29. јун 1944), учесник Народноослободилачке борбе и народни херој Југославије.

## Биографија
Рођен је 14. фебруара 1922. године у Кочевју. Отац му је био рудар, па је и Душан по завршетку основне школе пошао на рад у рудник. Припадао је напредном омладинском покрету.
После капитулације Југославије, ступио је у Освободилну фронту и учествовао у оружаним акцијама у окупираном граду. У том периоду примљен је за члана Савеза комунистичке омладине Југославије (СКОЈ). У мају 1942. године са братом је приступио у партизанске јединице, у Долењски одред. Средином 1942. Одред је подељен на Западнодолењски и Кршки партизански одред, па је Душан постао командир чете у Западно-долењском одреду. Нарочито се истакао у борби код Маринче Васи, 17. јула 1942, против 105. фашистичке легије. Дана 20. јула 1942. добровољно је приступио Првој словеначкој ударној бригади.
Као борац Прве словеначке ударне бригаде, учествује у борбама током Треће непријатељске офанзиве. Највише се истакао у борбама на Јеленовом Жлебу, 2. октобра 1942, приликом које је заробљено седам непријатељских војника и заплењена знатна количина оружја, као и 19. марта 1943. године, код села Плешивица, када је бригада нанела тешке губитке фашистичким снагама и поново запленила већу количину наоружања. У том периоду је примљен и у чланство Комунистичке партије Југославије (КПЈ).
Када су уведени први официрски чинови у НОВЈ, 1. маја 1943. године, Ремих је добио чин поручника, док је у чин капетана унапређен 1. новембра 1943.
Након што је дошло до италијанске капитулације, Ремих је упућен на дужност команданта батаљона у Тринаестој словеначкој бригади. Посебно се истакао у борби за његово родно Кочевје, од 9. до 13. децембра 1943. године, када је међу последњима напустио град. Током похода 14. словеначке дивизије НОВЈ у Штајерску, Ремих је постављен за команданта Првог батаљона. У пролеће 1944. је у борбама с Немцима на Похорју, убио је неколико немачких војника и запленио оружје, а у јуришу су немачке снаге, уз велике губитке, биле принуђене на повлачење. Након неколико дана, бригада је извршила напад на рудник угља и електро-централу у Велењу. Ремих је на челу свог батаљона први упао у град и уништио сва постројења, за шта је похваљен од стране Штаба Дивизије.
Након офанзиве непријатељских снага на Похорје, у циљу заузимања стратегијских комуникација на сектору Беч–Марибор–Зидани Мост, 29. јуна 1944. године дошло је до жестоке борбе око 600 немачких војника са борцима Прве и Тринаесте словеначке ударне бригаде. Иако је непријатељ био надјачан и приморан на бекство, у једном јуришу Душан Ремих је погинуо.
Сва браћа и сестре Душана Ремиха, осим његовог најмлађег брата, били су учесници Народноослободилачке борбе.
Указом председника Федеративне Народне Републике Југославије Јосипа Броза Тита, 27. новембра 1953. године, проглашен је за народног хероја Југославије.